# Ruy Rosado de Aguiar
Ruy Rosado de Aguiar Júnior (Iraí, 30 de abril de 1938 — Porto Alegre, 24 de agosto de 2019) foi um jurista, professor e magistrado brasileiro. Foi ministro do Superior Tribunal de Justiça de 1994 a 2003.

## Carreira
Ruy Rosado de Aguiar formou-se em Direito pela Universidade Federal do Rio Grande do Sul (UFRGS) em 1961. Na mesma instituição, concluiu especialização em direito penal em 1975 e mestrado em direito civil em 1990.
Como docente, lecionou na Faculdade de Direito de Santo Ângelo, na Universidade do Vale do Rio dos Sinos (UNISINOS) e no curso de mestrado em direito da Universidade Federal do Rio Grande do Sul.
Foi promotor de justiça do Ministério Público do Estado do Rio Grande do Sul (MP-RS) de 1963 até 1980, quando ingressou na magistratura, por meio do quinto constitucional, como juiz do Tribunal de Alçada do Rio Grande do Sul. Em 1985, tornou-se desembargador do Tribunal de Justiça do Estado do Rio Grande do Sul (TJ-RS).
Em 29 de abril de 1994, tomou posse como ministro do Superior Tribunal de Justiça (STJ), nomeado pelo presidente Itamar Franco (MDB), após indicação em lista tríplice pelos membros do tribunal, para vaga destinada a desembargador. Aposentou-se em 12 de agosto de 2003.

## Obras
- Curso de aperfeiçoamento para juízes de direito: condições da ação e pressupostos processuais (1984)
- Extinção dos Contratos por Incumprimento do Devedor (1991)
- Aplicação da pena (2002)
- Os contratos bancários e a jurisprudência do Superior Tribunal de Justiça (2003)
- Comentários ao novo Código Civil, volume VI, tomo II (2011)